# Aiguille des Champeys
Aiguille des Champeys är en bergstopp i Schweiz. Den ligger i distriktet Monthey och kantonen Valais, i den sydvästra delen av landet, 90 km sydväst om huvudstaden Bern. Toppen på Aiguille des Champeys är 1 983 meter över havet.